# Juan Martínez (Diskuswerfer)
Juan Martínez Brito (* 17. Mai 1958 in Guanabacoa, Havanna) ist ein ehemaliger kubanischer Diskuswerfer.
Bei den Panamerikanischen Spielen in San Juan wurde er Vierter, und bei den Zentralamerika- und Karibikspielen 1982 gewann er Bronze. 1983 wurde er Siebter bei den Weltmeisterschaften in Helsinki und holte Bronze bei den Panamerikanischen Spielen in Caracas.
Im darauffolgenden Jahr boykottierte Kuba die Olympischen Spiele in Los Angeles. Bei den ersatzweise ausgetragenen Wettkämpfen der Freundschaft wurde Martínez Zweiter.
1985 wurde er wie schon zwei Jahre zuvor Zentralamerika- und Karibikvizemeister. 1986 gewann er Silber bei den Zentralamerika- und Karibikspielen. 1991 holte er bei den Panamerikanischen Spielen in Havanna erneut Bronze und schied bei den Weltmeisterschaften in Tokio in der Qualifikation aus. Bei den Olympischen Spielen in Barcelona wurde er Sechster.
Seine persönliche Bestleistung von 70,00 m stellte er am 21. Mai 1983 in Havanna auf.
Juan Martínez ist 1,86 m groß und wog zu seiner aktiven Zeit 122 kg.